# مارينو دريك
مارينو دريك هو منافس ألعاب قوى كوبي، ولد في 18 يونيو 1967.

## وصلات خارجية
- مارينو دريك على موقع الاتحاد الدولي لألعاب القوى (الإنجليزية)
- مارينو دريك على موقع أوليمبيديا (الإنجليزية)